# Arroios (metropolitana di Lisbona)
Arroios è una stazione della linea verde della metropolitana di Lisbona.
La stazione è stata inaugurata nel 1972 come stazione della linea blu, ma dal 1998 la stazione serve la linea verde.